# Garry Bridge (Perth and Kinross)

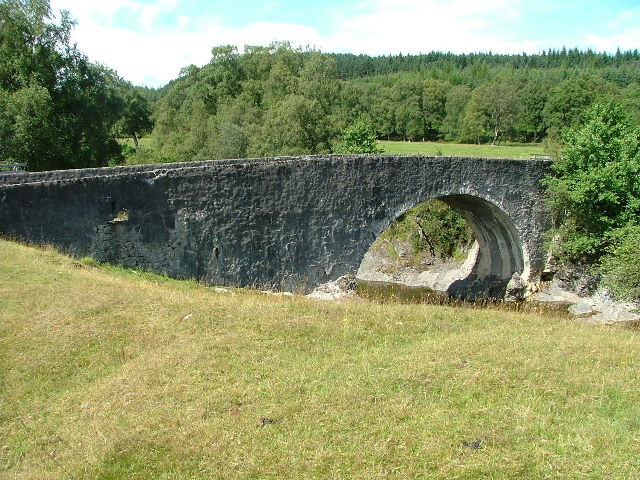
Blick auf die Brücke

Die Garry Bridge ist eine Brücke, die im Norden von Schottland in der Region Perth and Kinross eine Straße von der A9 nach Süden über den Garry führt. Das Anfang des 18. Jahrhunderts aus Bruchsteinen errichtete und mit einem entsprechenden Geländer versehene, später mit Zement verstärkte einbogige Bauwerk wurde zu militärischen Zwecken erstellt. Dies steht im Zusammenhang mit dem Aufbau eines entsprechenden Streckennetzes ab 1725 durch General Wade und Major Caulfeild. Die Brücke gehört zu einem Abschnitt, der zwischen 1728 und 1733 errichtet wurde. Sie dient heutzutage dem regulären Straßenverkehr, über sie läuft die nach Bruar führende B8079. Seit 1971 ist sie als Listed Building der Kategorie B eingestuft.